# Franco Voltaggio
Francesco Voltaggio, detto Franco (Palermo, 29 settembre 1934 – Roma, 18 giugno 2023), è stato un filosofo, storico della scienza e della medicina italiano.

## Biografia
Ha studiato presso l'Università di Roma La Sapienza, dove ebbe come amici e colleghi Gabriele Giannantoni, Ari Derecin, Enzo Siciliano, Muzi Epifani e Ester Fano, per poi laurearsi con Carlo Antoni.
Ha insegnato nelle Università di Roma (“La Sapienza”), Mogadiscio e Macerata. Già caporedattore della rivista Sapere, ha collaborato con vari giornali e riviste, tra i quali Il manifesto, Lettera Internazionale (di cui era socio fondatore), Apeiron, Janus e Medical. Consulente scientifico della Fondazione SigmaTau di Roma e dell'Istituto Psiconanalitico per le Ricerche Sociali (IPRS), è stato membro del “Workshop internazionale di Storia, Filosofia e Antropologia della Medicina” di Senigallia.
Padre dello sceneggiatore cinematografico e televisivo Stefano Voltaggio.
Insegnante carismatico, è stato ricordato dai suoi allievi per il suo genuino spirito maieutico, nonché per la capacità di squadernare qualsiasi aspetto politico e sociale con gli strumenti della teoretica. Uno dei suoi allievi e poi collega, Daniele Archibugi, ha dedicato al suo mentore un romanzo.

## Opere

### Saggi
- Fondamenti della logica di Husserl (1965), Milano, Edizioni di Comunità
- Fondamenti della funzione critica (1969), Roma
- Che cosa ha veramente detto Leibniz (1971), Roma, Ubaldini
- Bernard Bolzano e la dottrina della scienza (1974), Milano, Edizioni di Comunità
- I filosofi e la storia: per le scuole medie superiori (1981), Milano, Principato
- L'arte della guarigione nelle culture umane (1992), Torino, Bollati Boringhieri
- Il medico nel bosco (1995), Roma, Di Renzo Editore
- La medicina come scienza filosofica (Collana Lezioni Italiane) (1998), Roma, Laterza
- Italia Mediterranea. I flussi migratori nelle principali città rivierasche (2010), Roma, Edizioni Edup; ISBN 9788884212337
- Antigone tradita. Una contraddizione della modernità: libertà e Stato nazionale (2013), Roma, Editori Internazionali Riuniti

### Curatele
- Bernard Bolzano: I paradossi dell'infinito (1965). Prefazione e Appendice a cura di FV, Milano, Feltrinelli
- Gerard Radnitzky: Epistemologia e politica della ricerca, a cura di FV. (1978), Roma, Armando
- Conrad Hal Waddington: L'evoluzione di un evoluzionista, a cura di FV.(1979), Roma, Armando
- Michael Polanyi: La conoscenza inespressa, a cura di FV.(1979), Roma, Armando
- Yves Christen: L'ora della sociobiologia, a cura di FV, (1980), Roma, Armando
- W. I. B. Beveridge: L'arte della ricerca scientifica, a cura di FV, (1981), Roma, Armando
- David C. McClelland: Il potere: processi e strutture: un'analisi dall'interno, a cura di FV, (1983), Roma, Armando
- Gerard Radnitsky et al: Progresso e razionalita della scienza Gerard Radnitzky, Gunnar Andersson (a cura di); prefazione di Francesco Barone; traduzione e premessa di FV, (1984), Armando, Roma
- Donald Philip Verene: Vico: La Scienza della fantasia; con prefazione di Vittorio Mathieu, a cura di FV, 1984, Armando, Roma
- Gerald Holton: L'intelligenza scientifica: un'indagine sull'immaginazione creatrice dello scienziato, a cura di FV, (1984), Roma, Armando
- Filosofi per la pace / Jeremy Bentham... [et al.], a cura di Daniele Archibugi e FV, 1991, Roma, Editori Riuniti
- Galeno: Trattato sulla bile nera, a cura di FV, (2003), Torino, Nino Aragno Editore

| Controllo di autorità | VIAF (EN) 91953144 · ISNI (EN) 0000 0000 6652 8618 · SBN CFIV028144 · LCCN (EN) n99025920 · GND (DE) 1057935697 · BNF (FR) cb128456773 (data) |